# Tachysphex costae costae
Tachysphex costae costae é uma subespécie de insetos himenópteros, mais especificamente de vespas pertencente à família Crabronidae.
A autoridade científica da subespécie é De Stefani, tendo sido descrita no ano de 1882.
Trata-se de uma subespécie presente no território português.